# Vojtěch Kučera (1891)
Vojtěch Kučera (23. prosince 1891 Plzeň – 24. října 1942 koncentrační tábor Mauthausen) byl český odbojář, podporovatel výsadků Anthropoid, Silver A a Out Distance v rámci operace Canonbury.

## Život
Vojtěch Kučera se narodil 23. prosince 1891 v Plzni do rodiny Vojtěcha Kučery staršího a Alžběta Kučerové, rozené Štemberové. Po první světové válce se v rámci 4. plzeňského pluku "Stráž svobody" zúčastnil bojů na Slovensku. Dne 6. dubna 1922 se oženil v arciděkanském kostele v Plzni s Marií Kučerovou, rozenou Sedlákovou (* 23. listopadu 1900 Plzeň) a 15. června 1923 se manželům narodila dcera Věra Kučerová. Po demobilizaci pracoval jako obchodník s konfekcí, byl členem Sokola. Rodina Kučerových bydlela v přízemním bytě v Plzni v Resslově ulici 220/4.

### Odboj a pomoc parašutistům
Vojtěch Kučera se i s rodinou zapojil do odbojového hnutí již v roce 1939. V rámci Obrany národa (ON) pomáhal svému švagrovi Josefu Sedlákovi (* 12. prosince 1898) svým dodávkovým vozem odvážet a ukrývat zbraně z plzeňských kasáren. Jeho dalším spolupracovníkem z Obrany národa byl mjr. Jaroslav Metlický (* 25. června 1893). Byl rovněž napojen na Ústřední vedení odboje domácího (ÚVOD) přes konstruktéra zbrojního oddělení ve Škodovce, Václava Honomichla ze skupiny "Vašek-Čeněk". Byl blízkým spolupracovníkem vrchního kriminálního inspektora Václava Krále a policejního inspektora Jana Bejbla, starosty obce Radobyčice Karla Baxy, znal se s Aloisií Hrdličkovou a rodinou Marie Moravcové z Prahy.
Vojtěch Král s rodinou pomáhal při organizaci operace Canonbury. Během dubna 1942, kdy vrcholily přípravy na akci, bydleli parašutisté Jan Kubiš, Adolf Opálka, Josef Valčík a Karel Čurda u Kučerových. Dcera Věra doprovázela se svou kamarádkou Marií Žilanovou parašutisty po městě a účastnila se průzkumu terénu pro rozdělání signálních ohňů. Byla rovněž přítomna přípravám podpálení stohu u Goldscheiderovy továrny.
Po nezdaru celé operace se parašutisté přesunuli zpět do Prahy, kde 27. května 1942 Gabčík s Kubišem provedli útok na Reinharda Heydricha.

## Zatčení, smrt
Po zradě Karla Čurdy, který se sám přihlásil na gestapu 16. června 1942, začalo gestapo postupně zatýkat spolupracovníky a podporovatele parašutistů. Vojtěch Kučera s manželkou a dcerou byli zatčeni již 17. června 1942. Z policejní vazby v Praze byli převezeni do Malé pevnosti Terezín a v nepřítomnosti dne 29. září 1942 odsouzeni stanným soudem k trestu smrti. Dne 22. října 1942 je čekal transport do koncentračního tábora Mauthausen, kde byli dne 24. října 1942 popraveni zastřelením společně s desítkami dalších českých odbojářů a jejich rodinných příslušníků.

## Připomínka
- Jeho jméno (Kučera Vojtěch * 23. 12. 1891), jméno jeho manželky (Kučerová Marie roz. Sedláková * 23. 11. 1900) a dcery (Kučerová Věra * 15. 6. 1923) je uvedeno na pomníku při pravoslavném chrámu svatého Cyrila a Metoděje (adresa: Praha 2, Resslova 9a). Pomník byl odhalen 26. ledna 2011 a je součástí Národního památníku obětí heydrichiády.[8][9]
- Jeho jméno, jméno manželky a dcery jsou uvedena na pamětní desce v Plzni, Resslova 202/4. Na desce je nápis: „V tomto domě žili obětaví členové odboje manželé Marie KUČEROVÁ, Vojtěch KUČERA a dcera Věra KUČEROVÁ. Poskytli pomoc výsadkům ANTHROPOID, SILVER A a OUT DISTANCE při operaci CANONBURY. Popraveni nacisty 24.10.1942 v Mauthausenu“.[10]

## Galerie

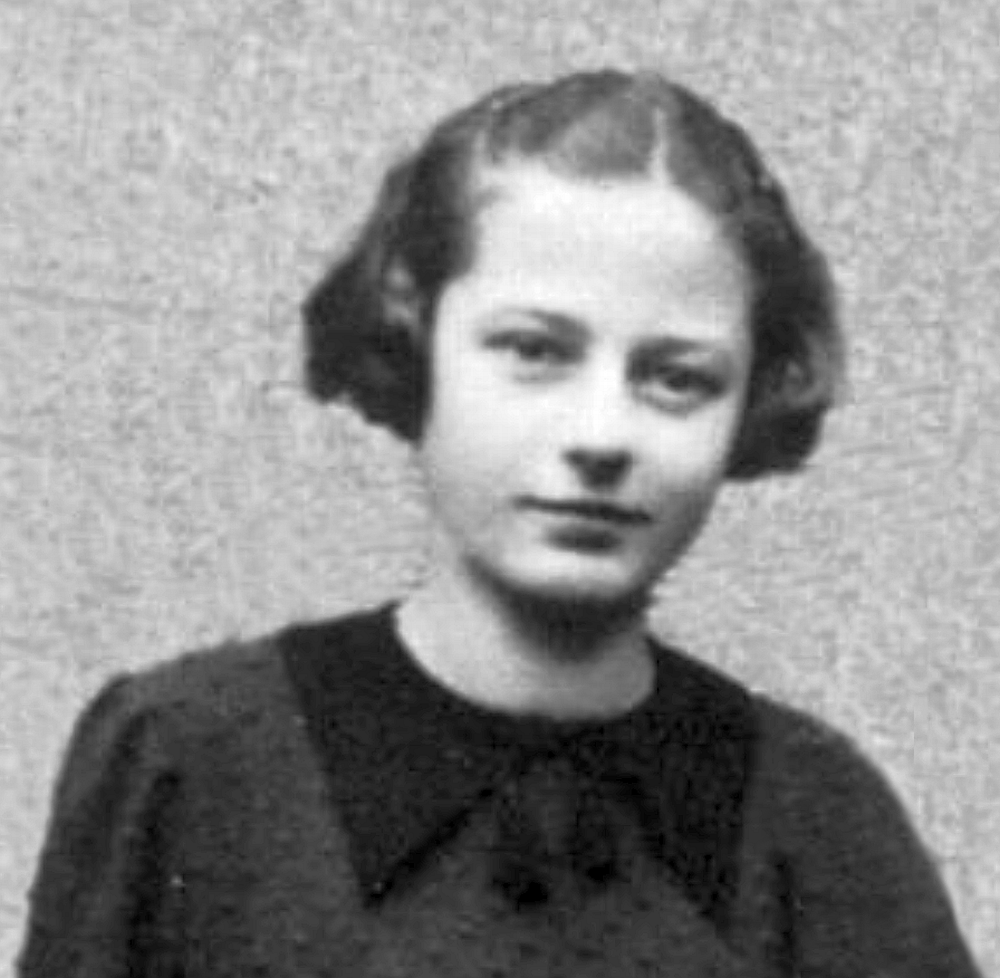
Dcera Věra Kučerová
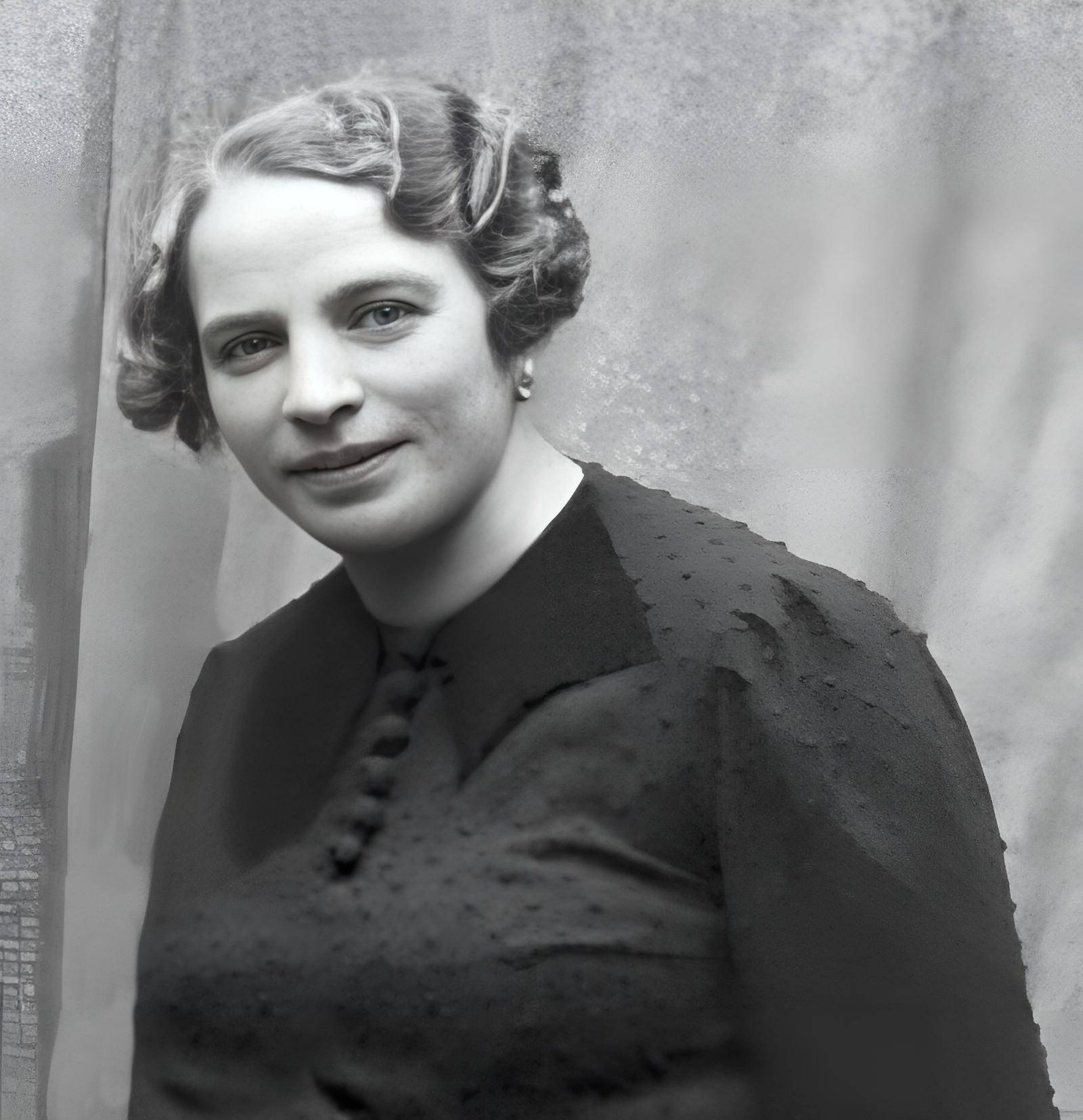
Manželka Marie Kučerová
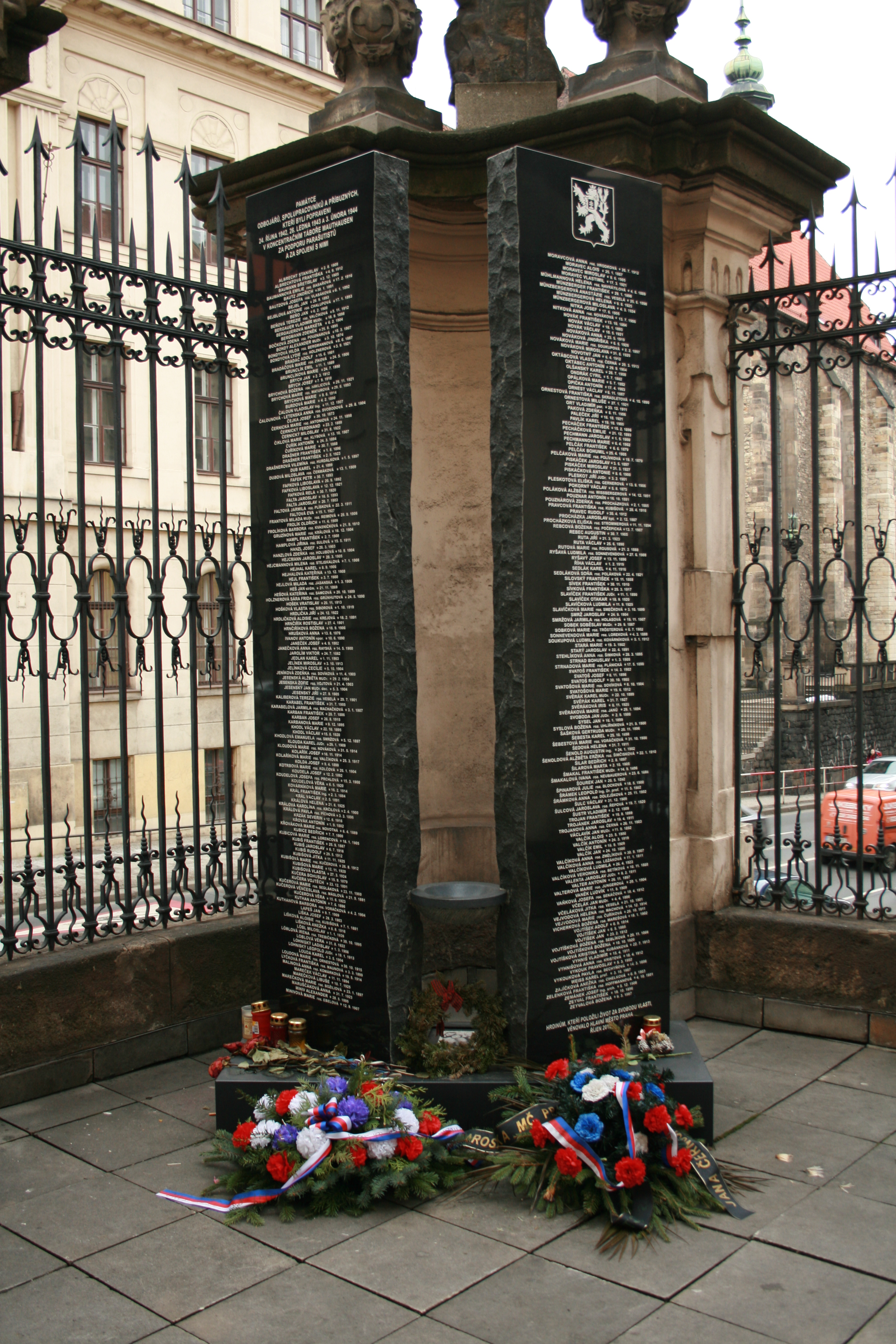
Pomník spolupracovníků parašutistů a jejich rodinných příslušníků na terase kostela sv. Cyrila a Metoděje v Resslově ulici v Praze
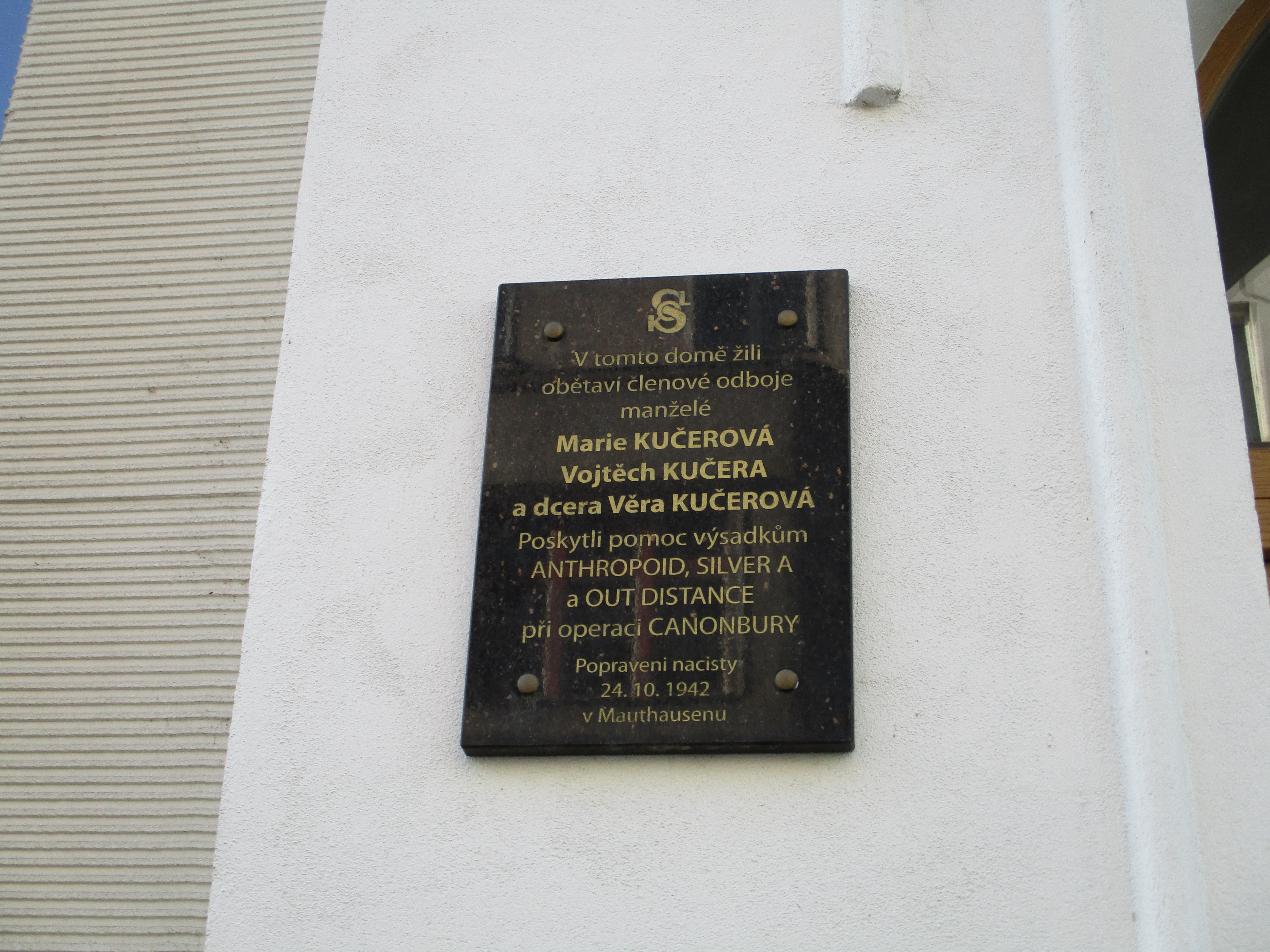
Pamětní deska na domě, kde Kučerovi bydleli – Resslova 202/4, Plzeň